# Irma Johansson
Irma Elina Johansson, po mężu Öberg (ur. 3 kwietnia 1932 w Kalix) – szwedzka biegaczka narciarska, dwukrotna medalistka olimpijska oraz brązowa medalistka mistrzostw świata.

## Kariera
Jej olimpijskim debiutem były igrzyska w Cortinie d’Ampezzo w 1956 roku. Wspólnie z Anną-Lisą Eriksson i Sonją Edström wywalczyła brązowy medal w sztafecie 3 × 5 km. Zajęła także siódme miejsce w biegu na 10 km. Cztery lata później, podczas igrzysk olimpijskich w Squaw Valley sztafeta szwedzka w składzie Johansson, Britt Strandberg i Sonja Edström triumfowała. Indywidualnie zajęła ósme miejsce w biegu na 10 km.
W 1958 roku wystartowała na mistrzostwach świata w Lahti, gdzie wraz z Märtą Norberg i Sonją Edström zdobyła brązowy medal w sztafecie.

## Osiągnięcia

### Igrzyska olimpijskie
| Miejsce | Dzień       | Rok  | Miejscowość       | Konkurencja             | Czas biegu | Strata  | Zwyciężczyni    |
| ------- | ----------- | ---- | ----------------- | ----------------------- | ---------- | ------- | --------------- |
| 7.      | 28 stycznia | 1956 | Cortina d’Ampezzo | 10 km stylem klasycznym | 38:11      | +2:09   | Lubow Kozyriewa |
| 3.      | 1 lutego    | 1956 | Cortina d’Ampezzo | Sztafeta 3 × 5 km       | 1:09:01    | +0:47   | Finlandia       |
| 8.      | 20 lutego   | 1960 | Squaw Valley      | 10 km stylem klasycznym | 39:46,6    | +1:21,7 | Marija Gusakowa |
| 1.      | 26 lutego   | 1960 | Squaw Valley      | Sztafeta 3 × 5 km       | 1:04:21,4  | -       | -               |

### Mistrzostwa świata
| Miejsce | Dzień   | Rok  | Miejscowość | Konkurencja             | Czas biegu | Strata  | Zwyciężczyni      |
| ------- | ------- | ---- | ----------- | ----------------------- | ---------- | ------- | ----------------- |
| 18.     | 5 marca | 1958 | Lahti       | 10 km stylem klasycznym | 44:49,0    | +3:28,6 | Alewtina Kołczina |
| 3.      | 7 marca | 1958 | Lahti       | Sztafeta 3 × 5 km       | 58:32,4    | +3:26,1 | ZSRR              |